# Herrumbre

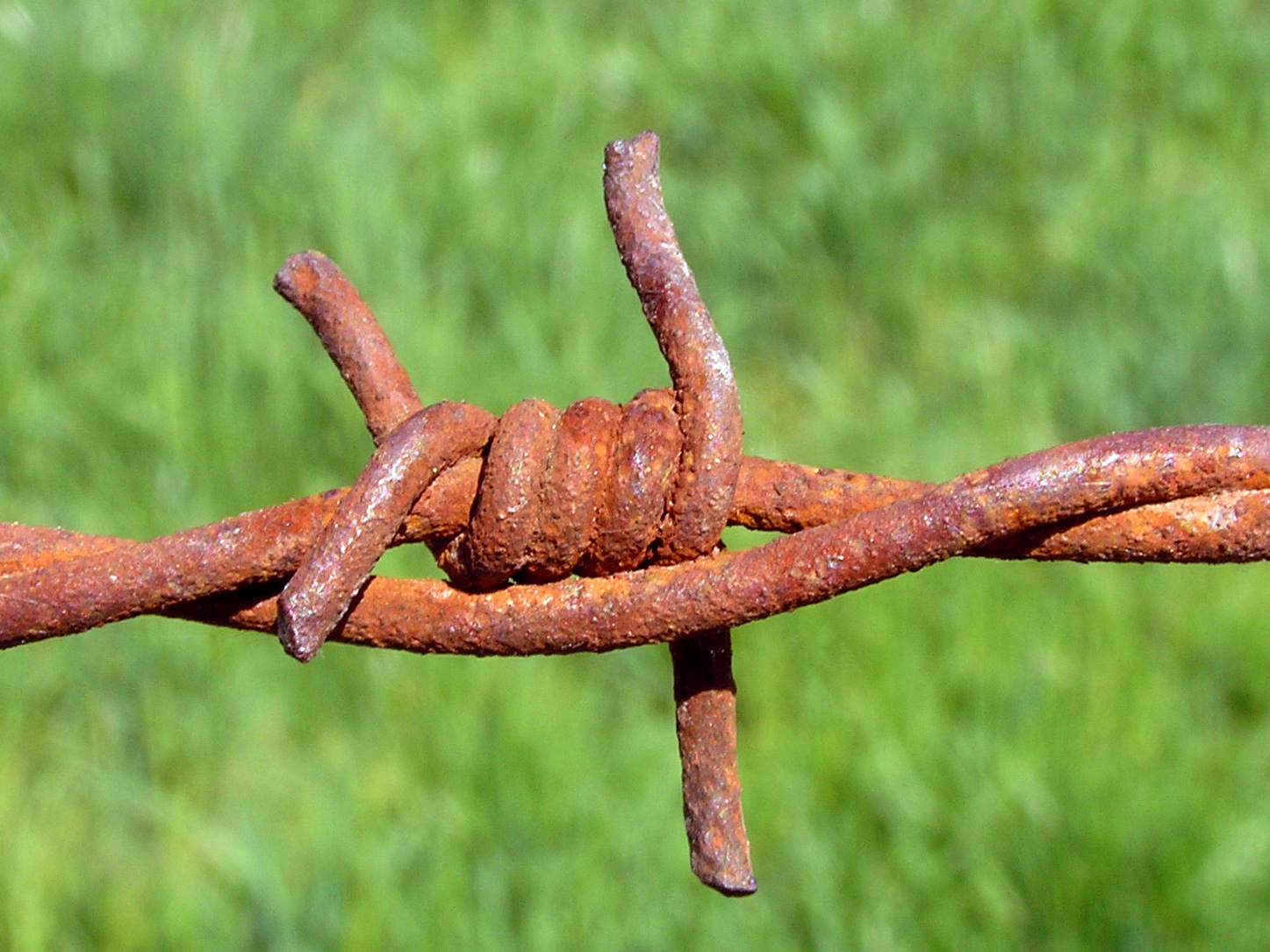
Alambre de púa herrumbrado

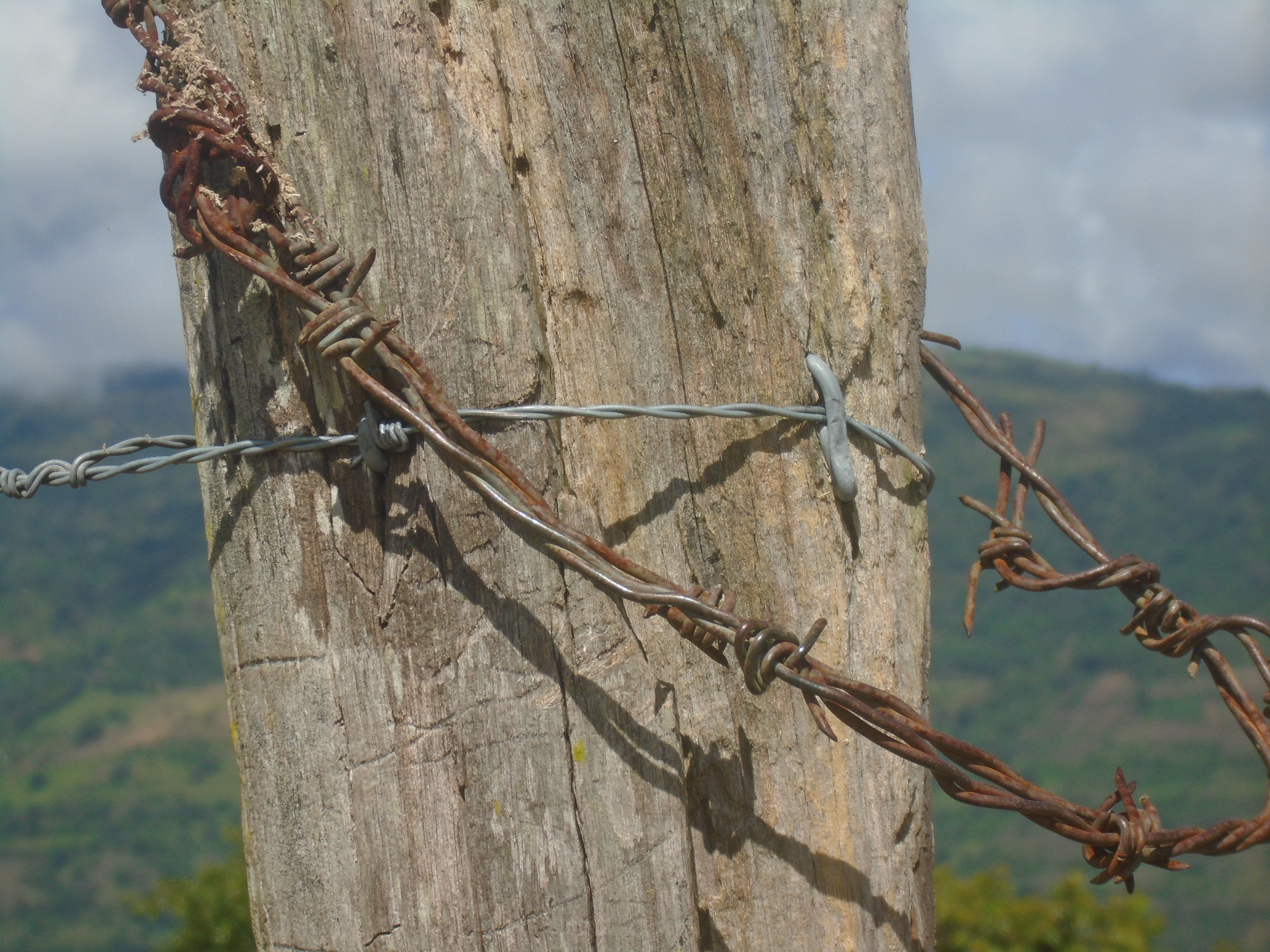
Un alambre oxidado

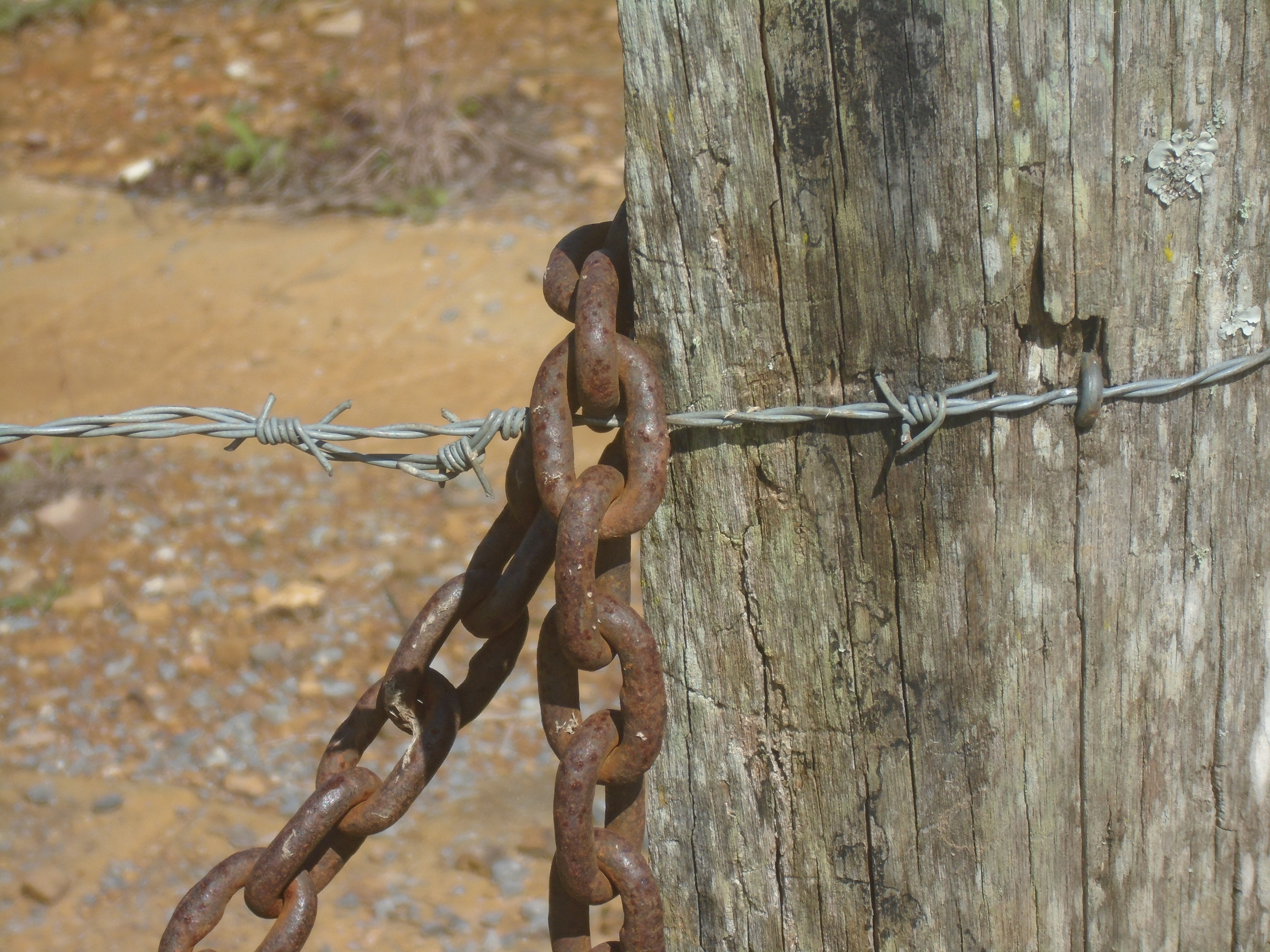
Una cadena oxidada

La herrumbre (llamada también comúnmente óxido u orín), sustancia que se forma sobre el hierro metálico expuesto a la humedad, es una sustancia color marrón —cuya tonalidad varía de amarillento a rojizo, según la composición— que corroe su superficie hasta llegar a perforarlo. Es una mezcla en proporciones variables de los siguientes hidróxidos y óxidos de hierro (III):
- óxido hidratado Fe2O3·(H2O)n, donde n es un número entero
- hidróxido Fe(OH)3
- óxido - hidróxido FeO(OH)

Las piezas profundamente penetradas por la herrumbre presentan un problema estructural, ya que el óxido tiene propiedades mecánicas muy inferiores al metal sin oxidar, por lo que la herrumbre supone una pérdida de sección resistente que puede llegar a producir el colapso de estructuras metálicas.